# Luca Unbehaun
Luca Unbehaun (* 27. Februar 2001 in Bochum) ist ein deutscher Fußballtorwart. Er steht in den Niederlanden beim FC Emmen unter Vertrag und war Nachwuchsnationalspieler.

## Karriere

### Verein

#### Jugend und erste Erfahrungen als Profi in Dortmund
Unbehaun begann als Stürmer in den Juniorenmannschaften des SC Union-Bergen, bei dem auch der ehemalige Bundesligaspieler Dariusz Wosz nach seiner aktiven Karriere spielte, mit dem Vereinsfußball. Anschließend ging er für sieben Jahre zum VfL Bochum und wechselte zwischen dem Alter von zehn und elf Jahren schließlich fest ins Tor.
Als B-Jugendlicher schloss sich der Torwart zur Saison 2016/17 Borussia Dortmund an, wo er gleich zur ersten Wahl zwischen den Pfosten wurde und mit der Mannschaft die Weststaffel-Meisterschaft gewann. Das folgende Endspiel um die deutsche Meisterschaft ging allerdings gegen Werder Bremen verloren. In der U19 wechselte er sich mit Lucien Hawryluk und Jonas Hupe ab und konnte parallel dazu nach einem letzten Einsatz für die U17 mit dieser die B-Jugend-Meisterschaft 2017/18 gewinnen. Ferner wurde Unbehaun zweimal in der UEFA Youth League eingesetzt.
Zwischen 2018 und 2019 war er die klare „Nummer 1“ im Tor der A-Jugend und konnte auch mit ihr deutscher Meister werden. Im September 2018 wurde Unbehaun bei der Verleihung der Fritz-Walter-Medaille durch den DFB zum erst fünften BVB-Spieler, der ausgezeichnet wurde; er erhielt die Bronzemedaille in der Altersklasse U17 hinter Noah Katterbach und Oliver Batista-Meier. Die Saisonendphase verpasste der teilweise als Kapitän agierende Torhüter aufgrund einer Knieoperation.
Im Sommer 2019 erhielt er gemeinsam mit Tobias Raschl und Patrick Osterhage einen bis Juni 2022 gültigen Profivertrag, nachdem unter anderem RB Leipzig Interesse an ihm gezeigt hatte, und wurde zum vierten Torhüter der ersten Mannschaft hinter Roman Bürki, Marwin Hitz und Eric Oelschlägel benannt. Im Februar 2019 war er im DFB-Pokal aufgrund einer Verletzung von Bürki und Hitz als Backup für Oelschlägel bereits einmal im Profikader gestanden. Nach seiner Genesung konnte der Torwart ab Oktober desselben Jahres wieder am Spielbetrieb der U19 teilnehmen. Nach der Winterpause stand Unbehaun darüber hinaus auch einige Male anstatt des Stammtorwarts Oelschlägel in der Regionalliga West im Tor. Aufgrund der COVID-19-Pandemie wurden schließlich im Frühjahr 2020 sowohl die Regionalliga- als auch die Juniorenbundesligaspielzeiten vorzeitig abgebrochen, mit der A-Jugend verpasste Unbehaun knapp hinter dem 1. FC Köln den Staffelsieg.
Zur Regionalligasaison 2020/21 rückte der Bochumer als neue „Nummer 1“ ins Tor der U23, nachdem Oelschlägel den Verein verlassen hatte. Dort wechselte er sich zunächst mit dem Neuzugang Stefan Drljača ab, konnte diesen aber ab März 2021 dauerhaft verdrängen. Gegen den Aufsteiger SC Wiedenbrück bereitete Unbehaun am 5. Spieltag einen Treffer seines Teamkollegen Taylan Duman vor. Nach zehn Nominierungen in den jeweiligen Spieltagskader der ersten Mannschaft ohne Einsatz bezeichnete deren Torwarttrainer Matthias Kleinsteiber seinen Schützling Anfang April 2021 als einen „[...] Torhüter, der fußballerisch richtig gute Anlagen hat, sich aber in puncto Strafraumbeherrschung und Torverteidigung allerdings weiter verbessern“ müsste. Zu diesem Zeitpunkt hatte Unbehaun zumindest alle seine 18 Partien mit der U23 ohne Niederlage absolviert und siebenmal zu Null gespielt. Am letzten Spieltag gewann der Torwart mit Dortmund II den Meistertitel der Regionalliga West und stieg mit der Mannschaft in die 3. Liga auf.
In dieser stand Unbehaun, der weiterhin die „Nummer 1“ im Tor war, am 1. Spieltag beim 2:1 in Zwickau zwischen den Pfosten und lief so erstmals in einer Profiliga auf. Gemeinsam mit ihm stand auch Mittelfeldspieler Tobias Raschl auf dem Platz, der ebenso wenig mit der Bundesligamannschaft ins Vorbereitungstrainingslager nach Bad Ragaz gefahren war. Gründe dafür waren der frühere Saisonstart der 3. Liga wie auch die Verpflichtung eines neuen und erfahreneren Torwarts, Gregor Kobel. Zwischen dem 7. und dem 9. Spieltag stand Unbehaun der Borussia aufgrund einer Länderspielabstellung sowie eines Syndesmosebandanrisses nicht zur Verfügung, woraufhin Stefan Drljača für ihn einsprang. Es folgten nach seiner Rückkehr drei Niederlagen aus vier Partien für den Torwart und die U23, anschließend verletzte sich dieser an der Hand und fiel bis Anfang Februar 2022 aus. Nach seiner Rückkehr stand Unbehaun zwischen dem 25. und dem 36. Spieltag zwischen den Pfosten, diverse Male wurde er aufgrund von Verletzungen im Torwartteam der ersten Mannschaft dem erfahreneren Roman Bürki als Ersatzkeeper vorgezogen. Der Bochumer beendete die Saison mit dem BVB auf Rang 9 und kassierte in 22 Drittligaspielen 25 Gegentore. Der kicker benotete ihn über die gesamte Spielzeit gesehen am häufigsten mit Zensuren zwischen 2,0 und 3,5 und attestierte ihm lediglich beim 1:2 gegen Osnabrück am 5. Spieltag eine „mangelhafte“ Leistung; hier hatte Unbehaun durch einen Fehler im Strafraum das 0:1 aus Sicht seiner Mannschaft verursacht. Seine statistisch besten Spiele absolvierte der Schlussmann am 1. (2:1 beim FSV Zwickau) sowie am 36. Spieltag (3:1 gegen den späteren Aufsteiger 1. FC Kaiserslautern), in denen er jeweils eine 2 vom Sportmagazin bekam. Gegen beide Teams hielt Unbehaun mit mehreren Paraden den jeweiligen Sieg für seine Mannschaft fest.
Der Sommer 2022 war geprägt von einem Umbruch in den Torwartteams der beiden Herrenmannschaften des BVB. Die erste Mannschaft verließen Bürki und Hitz, woraufhin Alexander Meyer als neuer Vertreter Gregor Kobels verpflichtet wurde. Darüber hinaus wechselte Stefan Drljača zu Dynamo Dresden, was den Transfer Marcel Lotkas notwendig machte, der ebenso wie Unbehaun Teil beider Kader war. Darüber hinaus wurde der 18-jährige Silas Ostrzinski aus der eigenen A-Jugend befördert. Zwischen dem 1. und dem 9. Spieltag stand Unbehaun sechsmal im Tor und holte mit der Mannschaft lediglich vier Punkte. Am 1. Spieltag wurde er vom kicker mit einer 5 benotet, nachdem er gegen Wehen Wiesbaden das 0:1 (Endstand 1:1) verschuldete. Als er einen vermeintlichen Pfiff gehört hatte, legte er den Ball auf den Boden für einen Freistoß, woraufhin sich der Gegenspieler Gustaf Nilsson selbigen holen und das Tor erzielen konnte. Einen Spieltag später foulte der Torwart den Ingolstädter Patrick Schmidt im Strafraum, woraufhin dieser einen Strafstoß zugesprochen bekam. Die Partie endete mit 0:4. Aufgrund einer Rückenverletzung wurde er durch den Neuzugang Lotka vertreten, der seitdem aufgrund seiner Leistungen neuer Stammkeeper der U23 war. Unbehaun stand auch nach seiner Rückkehr in keinem Spieltagsaufgebot mehr, stattdessen setzten der neue Trainer Christian Preußer und dessen Nachfolger Jan Zimmermann den 19-jährigen Ostrzinski oder Niklas Lübcke auf die Bank. Noch vor Saisonende wurde bekanntgegeben, dass Unbehaun seinen im Sommer auslaufenden Vertrag nicht verlängerte und den Verein somit nach sieben Jahren verlassen würde.

#### Wechsel nach Verl
Anschließend wechselte er ablösefrei zum Ligakonkurrenten SC Verl. Dieser reagierte damit auf den Abgang seiner beiden Torhüter. Verletzungsbedingt wurde er in fünf Partien durch Tom Müller ersetzt, ansonsten war Unbehaun die „Nummer 1“ bei den Verlern. Er spielte zehnmal zu Null und schloss die Saison mit der Mannschaft als Zwölfter ab. Im Landespokal stand der Keeper zweimal im Tor, so auch im Endspiel gegen den ostwestfälischen Konkurrenten und Mitdrittligisten Arminia Bielefeld. Dieses Spiel verloren Unbehaun und der SC Verl mit 1:3. Im Anschluss an die Saison sprach sich Unbehaun gegen eine Verlängerung seines auslaufenden Vertrags aus.

#### Wechsel in die Niederlande
Zur Spielzeit 2024/25 wechselte Unbehaun in die zweite niederländische Liga zum FC Emmen. Hier wurde er vor seinen Konkurrenten Robin Halving und Jan Hoekstra zum Stammkeeper und beendete die Saison mit dem Team auf Rang 8. 

### Nationalmannschaft
Unbehaun spielte bislang ab der U16 für Nachwuchsnationalteams Deutschlands, für die U19 wurde er hingegen nur nominiert. Er nahm an der U17-EM 2018 teil, bei der er mit Deutschland in der Gruppenphase ausschied.

## Erfolge und Auszeichnungen
Borussia Dortmund
- Deutscher B-Jugend-Meister: 2018
- Deutscher A-Jugend-Meister: 2019
- Meister der Regionalliga West und Aufstieg in die 3. Liga: 2021

Auszeichnungen
- 2018: Verleihung der Fritz-Walter-Medaille in Bronze in der Altersklasse U17